# Osterhofen (Bawaria)
Osterhofen – miasto w Niemczech, w kraju związkowym Bawaria, w rejencji Dolna Bawaria, w regionie Donau-Wald, w powiecie Deggendorf, około 15 km na południowy wschód od Deggendorfu, nad Dunajem, przy drodze B8, B533 i linii kolejowej Ratyzbona – Wels.

## Demografia
| Rok  | Liczba mieszk. |
| 1961 | 9 256          |
| 1970 | 10 016         |
| 1987 | 10 428         |
| 2002 | 11 902         |
| 2003 | 12 045         |
| 2006 | 12 500         |
| 2008 | 11 805         |

### Struktura wiekowa
Dane o ludności z 31 grudnia 2008:
| Opis                                | Ogółem | Ogółem | Kobiety | Kobiety | Mężczyźni | Mężczyźni |
| ----------------------------------- | ------ | ------ | ------- | ------- | --------- | --------- |
| Jednostka                           | osób   | %      | osób    | %       | osób      | %         |
| Populacja                           | 11 805 | 100    | 6131    | 51,94   | 5674      | 48,06     |
| Wiek przedprodukcyjny (0–17 lat)    | 2145   | 18,17  | 1060    | 8,98    | 1085      | 9,19      |
| Wiek produkcyjny (18–65 lat)        | 7295   | 61,8   | 3651    | 30,93   | 3644      | 30,87     |
| Wiek poprodukcyjny (powyżej 65 lat) | 2365   | 20,03  | 1420    | 12,03   | 945       | 8,01      |

## Polityka
Burmistrzem miasta jest Liane Sedlmeier z FW, wcześniej urząd ten obejmował Horst Eckl. Rada miasta składa się z 24 osób.
|      | CSU | SPD | FWS | PFWG | JL | ödp | Razem |
| 2008 | 7   | 5   | 7   | 2    | 2  | 1   | 24    |
| 2002 | 9   | 4   | 7   | 1    | 2  | 1   | 24    |

## Współpraca
Miejscowości partnerskie:
- Ballybay, Irlandia od 2000
- Stráž u Tachova, Czechy od 1997